# Kamila Wojdyło
Kamila Barbara Wojdyło (ur. 1976) – polska psycholog, doktor habilitowany nauk społecznych, profesor nadzwyczajny w Akademii Ekonomiczno-Humanistycznej w Warszawie, specjalistka w zakresie psychologii osobowości i psychologii klinicznej (terapia poznawczo-behawioralna, uzależnienie od pracy).

## Życiorys
W 2000 roku ukończyła (z wyróżnieniem za wybitne osiągnięcia) psychologię w Instytucie Psychologii Uniwersytetu im. Adama Mickiewicza w Poznaniu. Studia doktoranckie ukończyła w 2004 na Uniwersytecie Opolskim. W 2005 uzyskała stopień naukowy doktora nauk humanistycznych na Uniwersytecie SWPS na podstawie rozprawy zatytułowanej Pracoholizm. Niektóre wyznaczniki uporczywości działania (promotorem pracy był Wiesław Łukaszewski). W 2017 otrzymała stopień doktora habilitowanego nauk społecznych w Instytucie Psychologii Polskiej Akademii Nauk na podstawie dorobku naukowego i rozprawy zatytułowanej Uzależnienie od pracy (work craving) – koncepcja, tryby samoregulacji oraz implikacje teoretyczne i praktyczne.
W niemieckiej Getyndze (2000-2001) odbyła staż naukowy w Georg-Elias-Müller Institut für Psychologie tamtejszego Uniwersytetu oraz praktykę zawodową psychologa klinicznego w Institut für Angewandte Sozialfragen. W latach 2001–2008 związana była z poradnią Erziehungs-, Familien- und Lebensberatungsstelle des Naemi-Wilke-Stiftes w Guben, gdzie pracowała klinicznie i pełniła funkcję kierownika (2004–2006). 
W okresie 2006–2014 pracowała na Uniwersytecie Gdańskim. Pełniła również funkcję biegłego sądowego przy Sądzie Okręgowym w Gdańsku. W latach 2014–2018 związana była z Instytutem Psychologii PAN, gdzie po habilitacji awansowała na stanowisko profesora nadzwyczajnego tej jednostki. Od 2018 jest profesorem nadzwyczajnym w Akademii Ekonomiczno-Humanistycznej w Warszawie.
Od 2000 prowadzi badania nad zjawiskiem pracoholizmu. W ich efekcie rozwinęła nowe podejście do uzależnienia od pracy, które nazwała work craving. Sformułowała własną teorię uzależnienia od pracy work craving (2013). Mechanizm uzależnienia od pracy został lepiej poznany dzięki badaniom nad procesami regulacyjnymi work craving realizowanymi pod jej kierunkiem (2013). Opracowała również koncepcję poznawczo-behawioralną pracoholizmu (2010) oraz koncepcję osobowościowych wyznaczników pracoholizmu (2005). Jest autorką szeregu metod do diagnozy pracoholizmu i osobowości. Współpracuje m.in. z Juliusem Kuhlem z Uniwersytetu w Osnabrücku, Nicolą Baumann z Uniwersytetu w Trewirze oraz Falko Rheinbergiem z Uniwersytetu w Heidelbergu.  
Jest certyfikowanym psychoterapeutą European Association for Behavioural and Cognitive Therapies (EABTC). Od 2001 prowadzi praktykę kliniczną i psychoterapię. 

## Ważniejsze publikacje
Na dorobek publikacyjny Kamili Wojdyło składają się m.in.:
książki
- Wojdyło, K. (2016) Uzależnienie od pracy. Teoria – diagnoza – psychoterapia, Lublin: Wydawnictwo Stowarzyszenie Natanaelum, Instytut Psychoprofilaktyki i Psychoterapii.
- Wojdyło, K. (2010) Pracoholizm. Perspektywa poznawcza, Warszawa, Wydawnictwo Difin.

artykuły (wybór)
- Wojdyło, K. (2013) Work craving – teoria uzależnienia od pracy, Nauka, 3, Wydawnictwo: Polska Akademia Nauk.
- Wojdylo, K. (2019) What drives work addicts to action? The extended model of work craving, Basic and Applied Social Psychology, 41 (4), 254-262.
- Wojdylo, K., Baumann, N., Buczny, J., Owens, G., Kuhl, J. (2013), Work Craving. A Conceptualization and Measurement, Basic and Applied Social Psychology, 35(6), 547-568.
- Wojdylo, K., Baumann, N., Kuhl, J. (2017), The firepower of work craving: When self-control is burning under the rubble of self-regulation, PLOS ONE, 12(1): e0169729.
- Wojdylo, K., Karlsson, W., Baumann, N. (2016), Do I feel ill because I crave for work or do I crave for work because I feel ill? A longitudinal analysis of work craving, self-regulation and health, Journal of Behavioral Addictions, 5(1), 90–99.
- Wojdylo, K., Baumann, N., Fischbach, L., Engeser, S. (2014), Live to Work or Love to Work: Work Craving and Work Engagement, PLOS ONE, 9, 1-7.
- Wojdylo, K. (2015), „Workaholism“ does not always mean workaholism…? – about the controversive nomenclature in the research on work addiction. Polish Psychological Bulletin, 1,133-136.

## Wyróżnienia
W 2010 uzyskała stypendium Fundacji na Rzecz Nauki Polskiej. W 2013 na zaproszenie Deutsche Gesellschaft für Psychologie i Sekcji Psychologii Biznesu Niemieckiego Stowarzyszenia Zawodowego Psychologów zaprezentowała własny dorobek i osiągnięcia naukowe na Kongresie Europejskiego Stowarzyszenia Psychologii Pracy i Organizacji w Münster oraz w 2016 - na Jubileuszowym 50. Kongresie Niemieckiego Towarzystwa Psychologii w Lipsku.
W 2015 roku została odznaczona przez Prezydenta RP w uznaniu osiągnięć naukowych i dydaktycznych Brązowym Medalem za Długoletnią Służbę przyznawanym za wzorowe, wyjątkowo sumienne wykonywanie obowiązków wynikających z pracy zawodowej w służbie Państwa..